# Kannot
Kannot (hebr.: כנות) – wieś położona w samorządzie regionu Be’er Towijja, w Dystrykcie Południowy, w Izraelu.
Leży w północno-zachodniej części pustyni Negew.

## Historia
Osada została założona w 1952 przez członków związku zawodowego Histadrut.

## Gospodarka
Gospodarka wioski opiera się na intensywnym rolnictwie i edukacji.

## Komunikacja
Przy wiosce przebiega droga ekspresowa nr 41  (Aszdod-Gedera).